# Julio Abreu
Julio Emilio Abreu de Gásperi (ur. 10 czerwca 1954 w Asunción, zm. 21 lutego 2022 tamże) – paragwajski pływak, uczestnik igrzysk olimpijskich. 
Na igrzyskach olimpijskich Abreu wystąpił tylko raz – podczas XXI Letnich Igrzysk Olimpijskich w 1976 roku w Montrealu. Wziął udział w trzech konkurencjach pływackich. Na dystansie 200 metrów stylem klasycznym wystartował w pierwszym wyścigu eliminacyjnym. Z czasem 2:35,22 zajął w nim szóste miejsce, nie przechodząc eliminacji. Na dystansie 200 metrów stylem motylkowym wystartował w piątym wyścigu eliminacyjnym. Z czasem 2:13,54 zajął w nim ósme miejsce i także nie przeszedł eliminacji. Na dystansie 400 metrów stylem zmiennym wystartował w piątym wyścigu eliminacyjnym. Z czasem 4:46,69 zajął w nim piąte miejsce, również nie przechodząc eliminacji.